# Euryhapsis subviridis
Euryhapsis subviridis är en tvåvingeart som först beskrevs av Siebert 1979.  Euryhapsis subviridis ingår i släktet Euryhapsis och familjen fjädermyggor. Inga underarter finns listade i Catalogue of Life.